# Así Goniá
Así Goniá (en grec moderne : Ασή Γωνιά), est un village de montagne du dème d'Apokóronas,  dans le district régional d'Héraklion, en Crète, en Grèce. Selon le recensement de 2011, il compte 527 habitants. Así Goniá est une unité municipale d'une superficie de 18 273 km2, située à l'est de la chaîne de montagnes des Lefká Óri, à 20 km au sud-ouest de Réthymnon. Sur la place du village se trouvent deux statues dédiées aux deux Premiers ministres grecs Elefthérios Venizélos et Sophoklís Venizélos, tous deux nés en Crète.

## Source de la traduction
- (en) Cet article est partiellement ou en totalité issu de l’article de Wikipédia en anglais intitulé « Asi Gonia » (voir la liste des auteurs).